# Nepelova
Nepelova je ulice v katastrálním území Hloubětín na Praze 9. Na obou koncích má slepé zakončení, z jihu do ní ústí ulice Hany Maškové. Má přibližný západovýchodní průběh.
Ulice byla pojmenována v roce 2008. Nazvána je podle slovenského krasobruslaře Ondreje Nepely (1951–1989), který třikrát vyhrál mistrovství světa (v letech 1971, 1972, 1973) a Zimní olympijské hry v Sapporu v roce 1972. Zemřel ve věku 38 let na následky AIDS.
V ulici je sedm pětipodlažních obytných domů (tři na severní straně, čtyři na jižní straně) developerského projektu Zahrady nad Rokytkou I, který byl dokončen v létě 2008. V domech je 195 bytů s balkony, lodžiemi nebo terasami. Ulice je lemována stromy, chodník je ze zámkové dlažby. Po obou stranách ulice jsou kolmá parkovací stání. Uprostřed severní strany naproti ulici Hany Maškové je odpočinková zóna s lavičkami z betonu a hodiny v moderním provedení. Od ní vede mezi domy čp. 950/4 a čp. 948/2 cesta k Rokytce. Na východním konci ulice je parková úprava a dětské hřiště.